# Лажи (Баия)
Лажи (порт. Laje) — муниципалитет в Бразилии, входит в штат Баия. Составная часть мезорегиона Юго-центральная часть штата Баия. Входит в экономико-статистический микрорегион Жекие. Население составляет 20 536 человек на 2006 год. Занимает площадь 498,089 км². Плотность населения — 41,2 чел./км².

## История
Город основан в 1905 году.

## Статистика
- Валовой внутренний продукт на 2003 год составляет 48 647 352,00 реалов (данные: Бразильский институт географии и статистики).
- Валовой внутренний продукт на душу населения на 2003 год составляет 2419,42 реалов (данные: Бразильский институт географии и статистики).
- Индекс развития человеческого потенциала на 2000 год составляет 0,654 (данные: Программа развития ООН).